# Biagio (film)
Biagio è un film del 2014 diretto da Pasquale Scimeca ispirato alla vita del missionario palermitano Biagio Conte.

## Trama
Il regista Giovanni si reca a Palermo per andare a intervistare il missionario Biagio Conte nella struttura da lui fondata, la missione Speranza e Carità. Inizia dunque un flashback che mostra come a inizio anni Novanta Biagio Conte vende tutto quello che ha e lascia la sua famiglia benestante a Palermo per incamminarsi alla ricerca del senso dell'esistere. Il suo è un percorso iniziatico che passa dalle montagne al mare, in totale povertà, ed è costellato di incontri in cui Biagio smonta e inverte di segno la diffidenza e l'ostilità dei suoi fratelli, trasformando ogni contatto umano in un'occasione di speranza. Ad accompagnarlo ci sono le parole e l'esempio di San Francesco, e dunque il viaggio di Biagio non può che culminare ad Assisi dove, sdraiato sul pavimento della chiesa, l'uomo troverà la sua pace interiore.
Ritornato a Palermo inizia a vivere con i senzatetto sotto i portici preparando anche il cibo per loro. L'azione ritorna al giorno d'oggi con la conclusione dell'intervista.

## Luoghi delle riprese
Il film è stato girato tra la provincia di Palermo, Assisi e Roma.

## Distribuzione
La prima mondiale del film ha avuto luogo il 24 ottobre 2014 al Festival internazionale del film di Roma 2014 nella sezione "Cinema d'oggi". Nelle sale italiane uscirà il 2 febbraio 2015.

## Riconoscimenti
- Festival di Roma 2014: Green Movie Award, menzione speciale premio SIGNIS, premio "Sorriso diverso Roma"